# Paul Winfield
Paul Winfield (Los Angeles, 22 de maio de 1939 — Los Angeles, 7 de março de 2004) foi um ator estadunidense. Foi indicado ao Óscar de melhor ator em 1972 pelo filme Lágrimas de Esperança.
Winfield era gay, mas permaneceu discreto sobre isso aos olhos do público. Antes de perceber sua sexualidade, ele estava em um relacionamento com sua colega de elenco de Sounder Cicely Tyson. Seu parceiro de 30 anos, o arquiteto Charles Gillan Jr., morreu de câncer ósseo em 5 de março de 2002.
Winfield lutou muito contra a obesidade e a diabetes. Em 7 de março de 2004, ele morreu de um ataque cardíaco no Queen of Angels – Hollywood Presbyterian Medical Center em Los Angeles. Winfield e Gillan estão enterrados juntos no Forest Lawn Memorial Park em Los Angeles.

## Filmografia
| Filmes    | Filmes                                                    | Filmes                          | Filmes                         |
| Ano       | Título                                                    | Personagem                      | Notas                          |
| --------- | --------------------------------------------------------- | ------------------------------- | ------------------------------ |
| 1967      | The Perils of Pauline                                     | Servo africano                  | Não creditado                  |
| 1967      | Who's Minding the Mint?                                   | Garbage man                     | Não creditado                  |
| 1969      | The Lost Man                                              | Orville Turner                  |                                |
| 1970      | R. P. M.                                                  | Steve Dempsey                   |                                |
| 1971      | Brother John                                              | Henry Birkart                   |                                |
| 1972      | Sounder                                                   | Nathan Lee Morgan               |                                |
| 1972      | Trouble Man                                               | Chalky Price                    |                                |
| 1973      | Gordon's War                                              | Gordon Hudson                   |                                |
| 1974      | Conrack                                                   | Mad Billy                       |                                |
| 1974      | Huckleberry Finn                                          | Jim                             |                                |
| 1975      | Hustle                                                    | Sargento Louis Belgrave         |                                |
| 1976      | High Velocity                                             | Watson                          |                                |
| 1977      | Green Eyes                                                | Lloyd Dubeck                    |                                |
| 1977      | Twilight's Last Gleaming                                  | Willis Powell                   |                                |
| 1977      | The Greatest                                              | Advogado                        |                                |
| 1977      | Damnation Alley                                           | Keegan                          |                                |
| 1978      | A Hero Ain't Nothin' but a Sandwich                       | Butler                          |                                |
| 1981      | Carbon Copy                                               | Bob Garvey                      |                                |
| 1982      | Star Trek II: The Wrath of Khan                           | Clark Terrell                   |                                |
| 1982      | White Dog                                                 | Keys                            |                                |
| 1983      | On the Run                                                | Harry                           |                                |
| 1984      | Mike's Murder                                             | Philip Green                    |                                |
| 1984      | The Terminator                                            | Ed Traxler                      |                                |
| 1986      | Blue City                                                 | Luther Reynolds                 |                                |
| 1987      | Death Before Dishonor                                     | Embaixador                      |                                |
| 1987      | Big Shots                                                 | Johnnie Red                     |                                |
| 1988      | The Serpent and the Rainbow                               | Lucien Celine                   |                                |
| 1990      | Presumed Innocent                                         | Judge Larren Lyttle             |                                |
| 1993      | Cliffhanger                                               | Walter Wright                   |                                |
| 1993      | Dennis the Menace                                         | Chefe de Polícia                |                                |
| 1994      | The Killing Jar                                           | Juiz                            | Título alternativo: Trapped    |
| 1995      | In the Kingdom of the Blind, the Man with One Eye Is King | Papa Joe                        |                                |
| 1995      | {Im Sog des Bösen                                         | William Stone                   |                                |
| 1996      | Original Gangstas                                         | Dorsey                          | Título alternativo: Hot City   |
| 1996      | Mars Attacks!                                             | Casey                           |                                |
| 1996      | Dead of Night                                             | Vernon                          |                                |
| 1996      | The Legend of Gator Face                                  | Bob                             |                                |
| 1997      | Strategic Command                                         | Rowan                           |                                |
| 1998      | Relax...It's Just Sex                                     | Auntie Mahalia                  |                                |
| 1998      | Assignment Berlin                                         | Al Spector                      |                                |
| 1999      | Catfish in Black Bean Sauce                               | Harold Williams                 |                                |
| 2000      | Knockout                                                  | Ron Regent                      |                                |
| 2001      | Vegas, City of Dreams                                     | Edgar Jones                     |                                |
| 2002      | Second to Die                                             | Grady                           |                                |
| Televisão |                                                           |                                 |                                |
| Ano       | Título                                                    | Personagem                      | Notas                          |
| 1965      | Perry Mason                                               | Mitch                           | 1 episódio                     |
| 1966      | The Man from U.N.C.L.E.                                   | Militar                         | Episódio: "The Minus x Affair" |
| 1966      | Daktari                                                   | Roy Kimba                       | 2 episódios                    |
| 1967      | Cowboy in Africa                                          | Kabutu                          | 1 episódio                     |
| 1968      | Death Valley Days                                         | Bart                            | 1 episódio                     |
| 1968      | Mission: Impossible                                       | Klaus                           | 1 episódio                     |
| 1969      | Mannix                                                    | Walter Lucas                    | 1 episódio                     |
| 1969      | The High Chaparral                                        | Graham Jessup                   | 1 episódio                     |
| 1969–1970 | Julia                                                     | Paul Cameron                    | 4 episódios                    |
| 1970      | The Young Rebels                                          | Pompey                          | 1 episódio                     |
| 1973      | The Horror at 37,000 Feet                                 | Dr. Enkalla                     | Filme para televisão           |
| 1974      | It's Good to Be Alive                                     | Roy Campanella                  | Filme para televisão           |
| 1977      | Green Eyes                                                | Lloyd Dubeck                    | Filme para televisão           |
| 1978      | King                                                      | Dr. Martin Luther King Jr.      | Miniseries                     |
| 1979      | Backstairs at the White House                             | Emmett Rogers Sr.               | Miniseries                     |
| 1979      | Roots: The Next Generations                               | Dr. Horace Huguley              | Episódio #1.5                  |
| 1980      | Angel City                                                | Cy                              | Filme para televisão           |
| 1981      | The Sophisticated Gents                                   | Richard "Bubbles" Wiggins       | Filme para televisão           |
| 1982      | Dreams Don't Die                                          | Officer Charles "Charlie" Banks | Filme para televisão           |
| 1982      | The Blue and the Gray                                     | Jonathan Henry                  | Miniseries                     |
| 1983      | For Us the Living: The Medgar Evers Story                 | Sampson                         | Filme para televisão           |
| 1984      | The Fall Guy                                              | Bert Perkins                    | 1 episódio                     |
| 1985      | Go Tell It on the Mountain                                | Gabriel Grimes                  | Filme para televisão           |
| 1985      | Murder, She Wrote                                         | Det. Lieutenant Starkey         | 1 episódio                     |
| 1986      | Under Siege                                               | Andrew Simon                    | Filme para televisão           |
| 1987      | Mighty Pawns                                              | Mr. Wright                      | Filme para televisão           |
| 1987–1988 | The Charmings                                             | The Magic Mirror                | 19 episódios                   |
| 1988–1990 | 227                                                       | Julian C. Barlow                | 24 episódios                   |
| 1989      | The Women of Brewster Place                               | Sam Michael                     | Miniseries                     |
| 1989      | Wiseguy                                                   | Isaac Twine                     | 6 episódios                    |
| 1990      | L.A. Law                                                  | Derron Holloway                 | 4 episódios                    |
| 1991      | Family Matters                                            | Jimmy Baines                    | 1 episódio                     |
| 1991      | Star Trek: The Next Generation                            | Captain Dathon                  | 1 episódio, "Darmok"           |
| 1993      | Irresistible Force                                        | Commander Toole                 | Filme para televisão           |
| 1994      | Scarlett                                                  | Big Sam                         | Miniseries                     |
| 1994      | Picket Fences                                             | Judge Harold Nance              | 2 episódios                    |
| 1995      | Tyson                                                     | Don King                        | Filme para televisão           |
| 1995      | Babylon 5                                                 | General Richard Franklin        | 1 episódio                     |
| 1995      | White Dwarf                                               | Dr. Akada                       | Filme para televisão           |
| 1995–1996 | Gargoyles                                                 | Jeffrey Robbins                 | Voz, 3 episódios               |
| 1995–2003 | Touched by an Angel                                       | Sam                             | 13 episódios                   |
| 1996      | Second Noah                                               | Ramses                          | 1 episódio                     |
| 1996–1997 | The Magic School Bus                                      | Mr. Ruhle                       | Voz, 4 episódios               |
| 1996–1998 | The Simpsons                                              | Lucius Sweet                    | Voz, 2 episódios               |
| 1997      | Spider-Man                                                | Omar Mosely / Black Marvel      | Voz, 3 episódios               |
| 1998      | Walker, Texas Ranger                                      | Pastor Roscoe Jones             | 1 episódio                     |
| 1999–2000 | Batman Beyond                                             | Sam Young                       | Voz, 3 episódios               |
| 1999–2004 | City Confidential                                         | Narrador                        | 94 episódios                   |
| 1999      | Strange Justice                                           | Thurgood Marshall               | Filme para televisão           |
| 2002      | Crossing Jordan                                           | Dr. Phillip Sanders             | 1 episódio                     |
| 2003      | Sounder                                                   | A professora                    | Filme para televisão           |